# Herminia centralis
Herminia centralis är en fjärilsart som beskrevs av John Henry Leech 1900. Herminia centralis ingår i släktet Herminia och familjen nattflyn. Inga underarter finns listade i Catalogue of Life.